# Communauté de communes de la Plaine du Nord Loiret
Die Communauté de communes de la Plaine du Nord Loiret ist ein französischer Gemeindeverband mit der Rechtsform einer Communauté de communes im Département Loiret in der Region Centre-Val de Loire. Sie wurde am 25. November 2004 gegründet und umfasst 15 Gemeinden. Der Verwaltungssitz befindet sich im Ort Bazoches-les-Gallerandes.

## Mitgliedsgemeinden
| Gemeinde                                           | Einwohner 1. Januar 2022 | Fläche km² | Dichte Einw./km² | Code INSEE | Postleitzahl |
| -------------------------------------------------- | ------------------------ | ---------- | ---------------- | ---------- | ------------ |
| Andonville                                         | 252                      | 11,94      | 21               | 45005      | 45480        |
| Attray                                             | 209                      | 16,74      | 12               | 45011      | 45170        |
| Bazoches-les-Gallerandes                           | 1.482                    | 36,73      | 40               | 45025      | 45480        |
| Boisseaux                                          | 502                      | 7,19       | 70               | 45037      | 45480        |
| Charmont-en-Beauce                                 | 340                      | 18,05      | 19               | 45080      | 45480        |
| Châtillon-le-Roi                                   | 275                      | 4,54       | 61               | 45086      | 45480        |
| Chaussy                                            | 274                      | 12,94      | 21               | 45088      | 45480        |
| Crottes-en-Pithiverais                             | 319                      | 13,65      | 23               | 45118      | 45170        |
| Erceville                                          | 293                      | 12,72      | 23               | 45135      | 45480        |
| Greneville-en-Beauce                               | 672                      | 22,47      | 30               | 45160      | 45480        |
| Jouy-en-Pithiverais                                | 266                      | 15,86      | 17               | 45174      | 45480        |
| Léouville                                          | 88                       | 4,28       | 21               | 45181      | 45480        |
| Oison                                              | 122                      | 12,09      | 10               | 45231      | 45170        |
| Outarville                                         | 1.343                    | 46,61      | 29               | 45240      | 45480        |
| Tivernon                                           | 282                      | 12,61      | 22               | 45325      | 45170        |
| Communauté de communes de la Plaine du Nord Loiret | 6.719                    | 248,42     | 27               | –          | –            |